# Катариш (присілок)
Катари́ш (рос. Катарыш, башк. Ҡатарыш) — присілок (колишнє селище) у складі Бєлорєцького району Башкортостану, Росія. Входить до складу Узянської сільської ради.
Населення — 14 осіб (2010; 29 в 2002).
Національний склад:
- башкири — 69%
- росіяни — 28%